# Velký Ořechov
Velký Ořechov (in tedesco Groß Orzechau) è un comune della Repubblica Ceca facente parte del distretto di Zlín, nella regione di Zlín.